# Paraphaenodiscus africanus
Paraphaenodiscus africanus är en stekelart som beskrevs av Prinsloo 1976. Paraphaenodiscus africanus ingår i släktet Paraphaenodiscus och familjen sköldlussteklar. Inga underarter finns listade i Catalogue of Life.